# Wojciech Żywny
Wojciech Żywny (tjekkisk: Vojtěch Živný) (født 13. maj 1756, død 21. februar 1842) var en tjekkiskfødt polsk pianist, violinist, musiklærer og komponist. Han var Frédéric Chopins første professionelle klaverlærer.

## Biografi
Żywny blev født i Mšeno i Bøhmen. Som barn blev han undervist af Jan Kuchař. Som ung flyttede han til Polen, der på det tidspunkt regeredes af Stanislav Poniatovski, og blev musiklærer for fyrstinde Sapiehas børn. Senere flyttede han til Warszawa.
Żywny var Frédéric Chopins første professionelle klaverlærer. Chopin blev undervist af ham i årene 1816-22. Żywny indgav Chopin en varig kærlighed til Bach og Mozart. Chopins klaverevner oversteg hurtigt hans lærers. I 1821 dedikerede den da 11-årige Chopin en polonæse i As-dur til Żywny som en navnegave.
Żywny døde i Warszawa i 1842, 85 år gammel.

## Værker
Żywny komponerede mange musikstykker for klaver og violin samt orkesterværker, men i dag er kun få af dem kendt eller udgivet. Værkerne hører til Wienerklassikkens periode, men bærer præg af inspiration fra romantikken. En anden af Żywnys musikalske inspirationskilder var centraleuropæisk folkemusik.